# (152233) Van Till
(152233) Van Till est un astéroïde de la ceinture principale.

## Description
(152233) Van Till est un astéroïde de la ceinture principale. Il fut découvert le 25 septembre 2005 à Calvin-Rehoboth par l'observatoire du Calvin College. Il présente une orbite caractérisée par un demi-grand axe de 3,14 UA, une excentricité de 0,21 et une inclinaison de 0,8° par rapport à l'écliptique.

## Compléments